# Linda Schilén

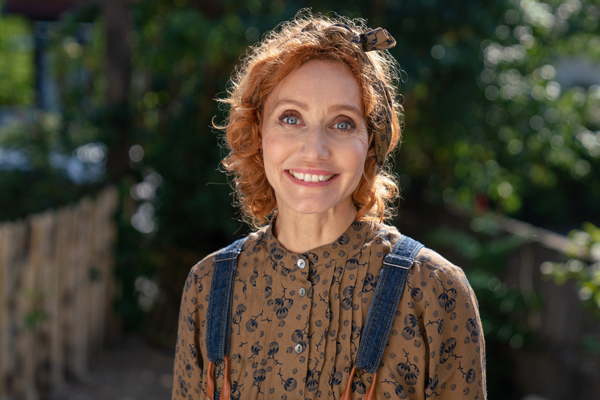
Foto av Linda Schilén, publicerad februari 2021

Linda Pauline Linnéa Schilén, född Pontander, 25 augusti 1974 i Huddinge, är en svensk trädgårdsmästare, författare, föreläsare och konstnär. Hon medverkar frekvent som växtexpert i TV4s Nyhetsmorgon. 
Hon är utbildad trädgårdsmästare vid Stockholms Trädgårdsmästarutbildning i Säbyholm. Verksam vid Överjärva gård i Solna, norr om Stockholm.